# Andrey Ruzavin
Pour les articles homonymes, voir Rouzavine.
Andrey Ruzavin (en russe : Андрей Викторович Рузавин, Andreï Viktorovitch Rouzavine ; né le 28 mars 1986) est un athlète russe, spécialiste de la marche athlétique. 

## Biographie
Il remporte l'épreuve du 10 000 m marche des championnats du monde juniors de 2004 et des championnats d'Europe juniors de 2005. En 2009, il se classe deuxième des Universiades d'été, à Belgrade.
En mars 2015, il est suspendu 30 mois par la fédération russe pour des anomalies dans son passeport biologique. La suspension est effective à partir du 9 octobre 2014. De plus, tous ses résultats enregistrés entre le 18 décembre 2011 et le 18 février 2012 et entre le 13 septembre 2013 et le 13 novembre 2013 sont effacés.

### Palmarès
| Date | Compétition                   | Lieu     | Résultat | Épreuve         |
| ---- | ----------------------------- | -------- | -------- | --------------- |
| 2004 | Championnats du monde juniors | Grosseto | 1er      | 10 000 m marche |
| 2005 | Championnats d'Europe juniors | Kaunas   | 1er      | 10 000 m marche |
| 2009 | Universiade                   | Belgrade | 2e       | 20 km marche    |
| 2012 | Coupe du monde de marche      | Saransk  | 5e       | 20 km marche    |

### Records
| Épreuve      | Performance     | Lieu   | Date            |
| ------------ | --------------- | ------ | --------------- |
| 20 km marche | 1 h 17 min 47 s | Sotchi | 18 février 2012 |